# Земляные горлицы (Columbina)
Земляные горлицы, карликовые, или воробьные горлицы (лат. Columbina) — род птиц семейства голубиных.
Длина тела до 20 см, масса 40-70 г.
Распространены в Южной и Центральной Америке.

## Виды
Род включает 9 видов:
- Columbina buckleyi
- Columbina cruziana — перуанская земляная горлица
- Columbina cyanopis — синеухая земляная горлица
- Columbina inca (Scardafella inca)
- Columbina minuta — карликовая земляная горлица
- Columbina passerina — воробьиная земляная горлица
- Columbina picui — сероглазая земляная горлица
- Columbina squammata (Scardafella squammata) — чешуйчатая земляная горлица
- Columbina talpacoti — коричневая земляная горлица

Иногда из состава рода Columbina выделяют род Scardafella.

## Иллюстрации

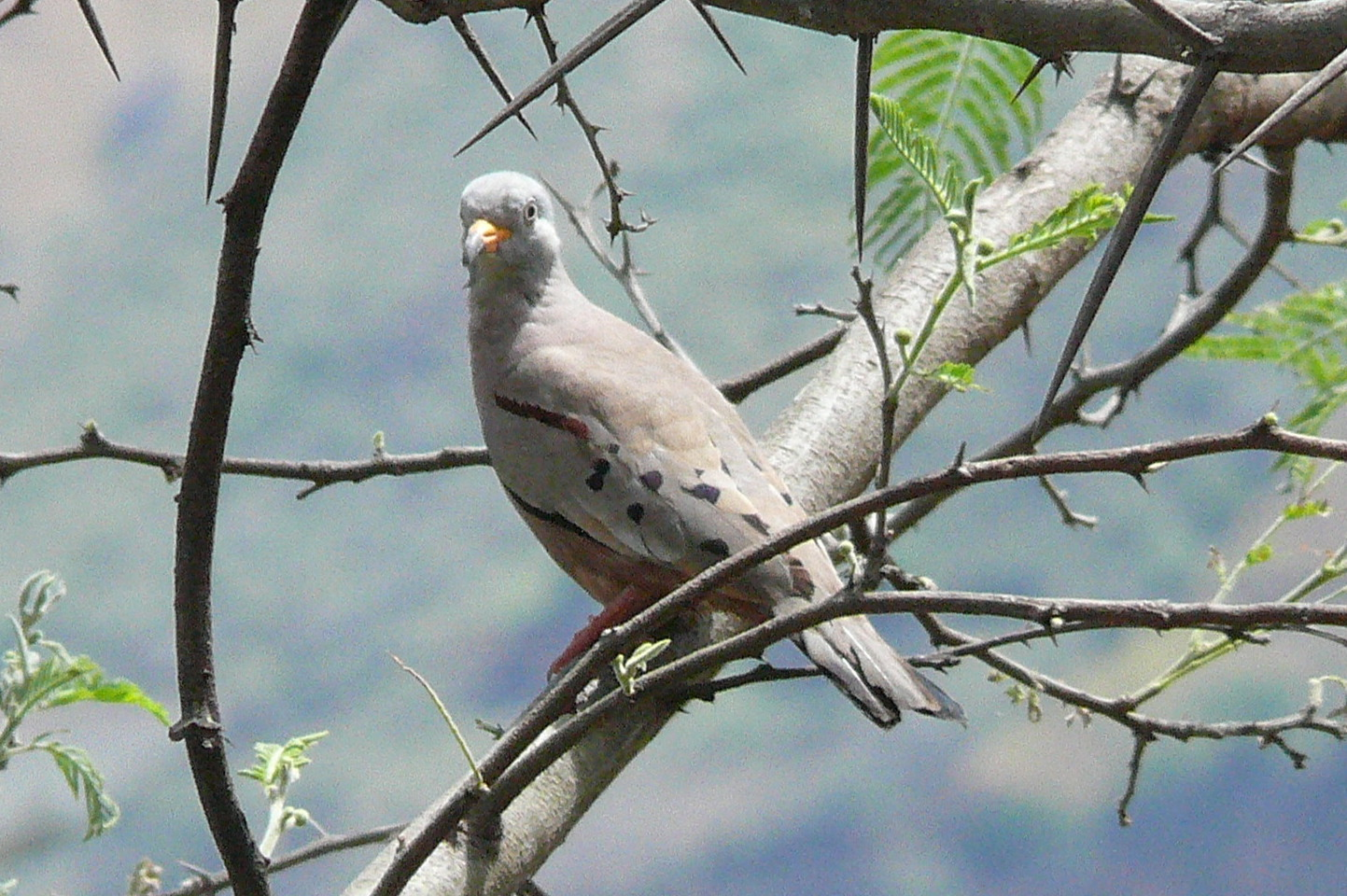
перуанская земляная горлица
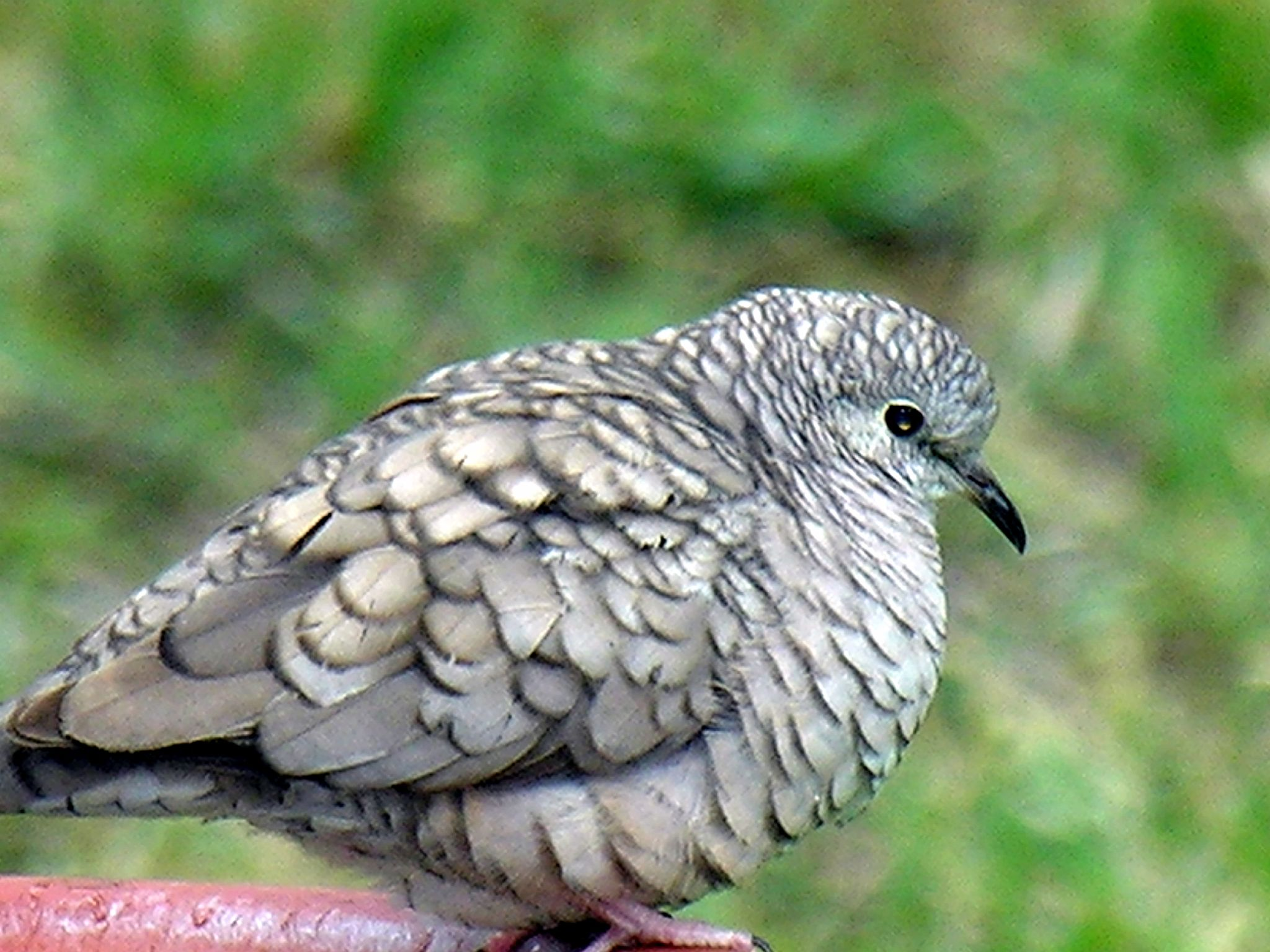
инкская горлица
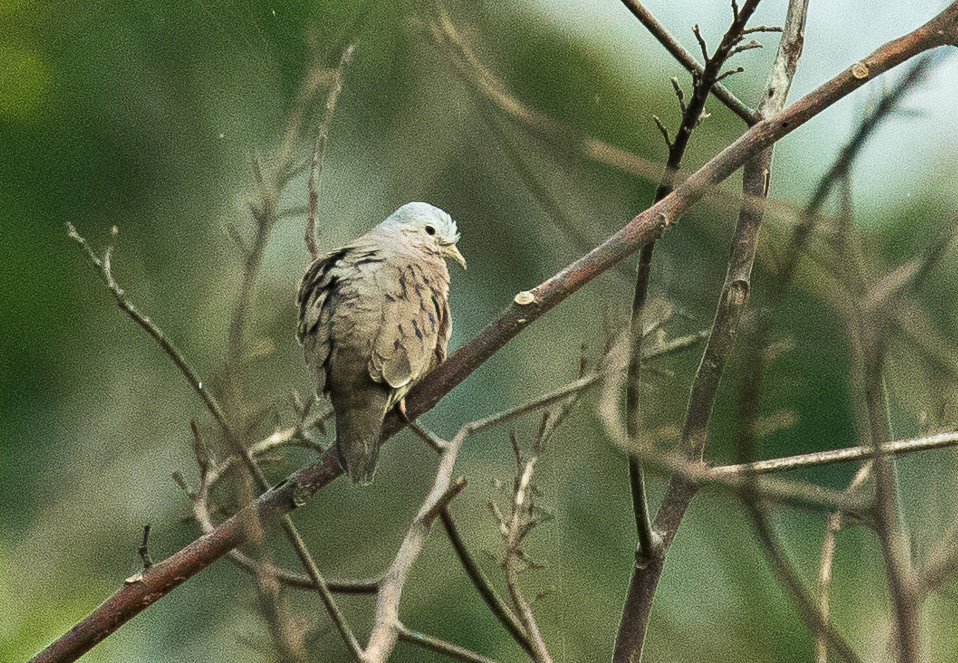
карликовая земляная горлица
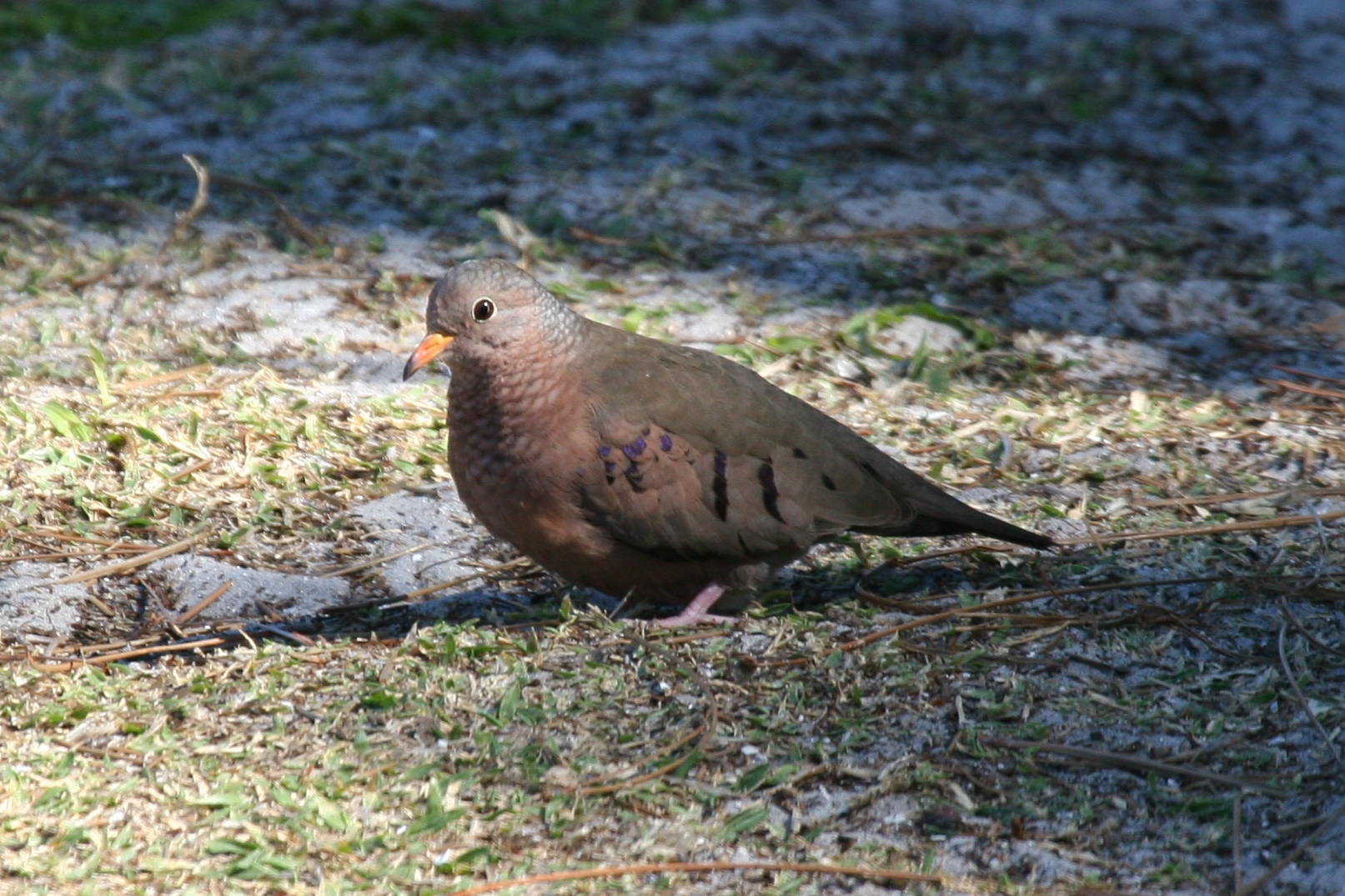
воробьиная земляная горлица
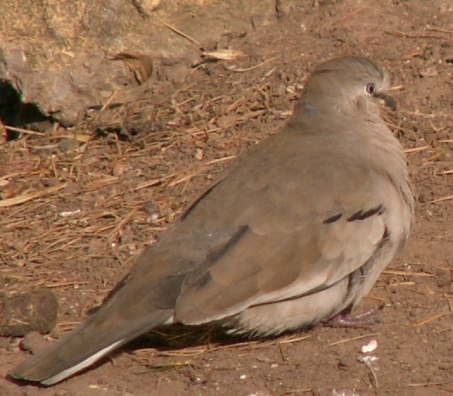
сероглазая земляная горлица
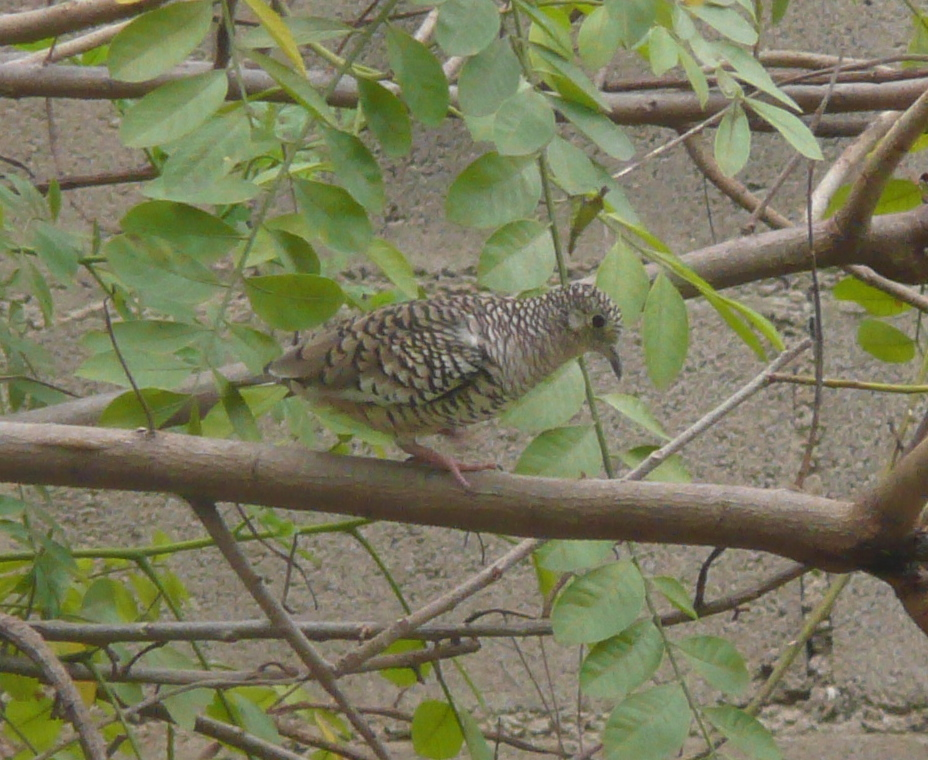
чешуйчатая земляная горлица